# Foot Ball Club Casteggio 1898
Il Foot Ball Club Casteggio 1898 è una società calcistica italiana con sede a Casteggio (PV) e nata nel 1898. È una delle prime storiche società calcistiche italiane. Milita attualmente in Eccellenza.
Nel periodo compreso tra il 2001 e il 2009 ha avuto sede condivisa e campo di gioco presso la vicina Broni sotto la denominazione Football Club Casteggio Broni a seguito della fusione con la locale A.C. Broni. Nell'estate 2009, dopo la fusione del Casteggio Broni con la S.G. Stradellina nella S.B.C. Oltrepò, il ricostituito F.B.C. Casteggio 1898 è ripartito dalla Terza Categoria.
I colori sociali della società sono tonalità di giallo e il blu. Il campo di gioco è lo stadio Comunale di Casteggio.

## Storia

### Il primo Casteggio FBC
Nel 1898 nasce il Casteggio Foot Ball Club. È ritenuto una delle più antiche società di calcio lombarde, forse la prima in assoluto specificamente calcistica. È iscritta alla Federazione Italiana Football (FIF) almeno dal 1905.
Nei primi anni dieci, tra Seconda Categoria e Promozione, figurava tra le migliori squadre del campionato lombardo, seppure sia stata più volte esclusa dai tornei per la mancanza di un campo di gioco cittadino omologato.
Dopo il primo conflitto mondiale, al termine del campionato di Promozione, il Casteggio venne ripescato in Prima Categoria. Nella stagione di debutto in massima serie, nel girone A della Lombardia chiuse secondo dietro l'Inter, mancando il primo posto per le sole sconfitte (5-3 a Milano, 4-3 a Casteggio) contro i nerazzurri. Nell'estate dello scisma calcistico del 1921, il Casteggio mantenne la categoria in FIGC. Nonostante l'assenza delle squadre più blasonate, non andò oltre l'ultimo posto nel girone C lombardo, venendo retrocesso.
Dopo la retrocessione anche la stagione successiva dal girone A di Seconda Divisione Nord, fino al secondo conflitto mondiale riapparve in un torneo nazionale solo nella stagione 1932-1933 in Prima Divisione, alternando le altre stagioni tra tornei provinciali e regionali.
A un anno dal termine del secondo conflitto, nel 1946 venne ammessa in Serie C, facendo ritorno in un torneo nazionale. Dopo il 12º posto nel girone D nella stagione di debutto, in quella successiva il 13º posto e il ridimensionamento della Serie C costarono il ritorno in Promozione.
A partire dalla riduzione in regionale della Promozione nel 1952, per tutto il mezzo secolo successivo il Casteggio si mantenne con regolarità quasi assoluta al massimo livello regionale, tra Promozione, Campionato Nazionale Dilettanti, Prima Categoria ed Eccellenza, fatta eccezione per le parentesi 1963-1966 e 1970-1972.

Da sinistra: il capitano casteggiano Cristiani, il presidente della LND, Artemio Franchi, e lo stopper gialloblù Panizza durante la cerimonia di premiazione della Coppa Italia Dilettanti 1976-1977, vinta in finale a San Siro sulla (2-0).

Le migliori prestazioni si registrano nel 1972-1973, stagione determinata da due sorteggi: il primo favorevole per il 1º posto di girone e il secondo sfavorevole per la promozione, quindi nel 1977 con la vittoria della Coppa Italia Dilettanti nella finale allo stadio San Siro di Milano.

### Dal Casteggio Broni all'Oltrepò
Nel 2001 avvenne la fusione con l'A.C. Broni, altra squadra di Eccellenza, e il trasferimento del campo di gioco presso l'omonima cittadina, determinando la nascita del Foot Ball Club Casteggio Broni.
La stagione di debutto replicò l'ultima del Casteggio 1898, col 3º posto nel girone A. Il 2002-2003 invece, con il 2º posto e la vittoria ai play-off nazionali su Colognese e Casaleone, permise al Casteggio Broni di staccare il biglietto per la Serie D, la prima volta di Casteggio dopo 51 anni.
Mantenendosi tra il 2003 e il 2007 in Serie D, il Casteggio Broni ottenne la migliore prestazione nella stagione 2004-2005, con il 5º posto nel girone A, cui seguì la sconfitta ai play-off contro la Cossatese, e l'arrivo ai sedicesimi di finale in Coppa Italia Serie D.
Retrocesso nel 2007 in Eccellenza, strappò al primo tentativo la vittoria nel girone A lombardo, tornando già nel 2008-2009 in Serie D.
Nell'estate 2009, il progetto di rinascita nella storica Oltrepò, voluto dalla S.G. Stradellina di Stradella, coinvolse anche il Casteggio Broni, portando alla fusione delle due compagini e alla nascita del S.B.C. Oltrepò, iscritto in Serie D.

### Il nuovo FBC Casteggio
A seguito della fusione, il nuovo Foot Ball Club Casteggio 1898 si iscrisse in Terza Categoria, riprendendo nome e colori della storica formazione casteggiana.
Dopo le vittorie dei campionati di Terza Categoria Pavia/C nel 2010-2011 e di Seconda Categoria Lombardia/W nel 2012-2013, nel 2016 ottiene per graduatoria di merito il ripescaggio in Promozione, dopo il 2º posto nel girone M lombardo di Prima Categoria. Nella stagione 2017-18 si classifica 15º e retrocede in Prima Categoria.

## Palmarès

### Competizioni nazionali
- Coppa Italia Dilettanti: 1

1976-1977

### Competizioni regionali
- Campionato italiano di terza divisione: 1

1929-1930 (girone A)
- Eccellenza: 1

2007-2008 (girone A)
- Promozione: 2

1972-1973 (girone C), 2022-2023 (girone F)
- Prima Categoria: 1

2021-2022 (girone O)
- Seconda Categoria: 1

2012-2013 (girone W)
- Coppa Italia Promozione Lombardia: 1

2022-2023

### Competizioni provinciali
- Terza Categoria: 1

2010-2011 (girone C)

### Altri piazzamenti
- Eccellenza:

Secondo posto: 2002-2003 (girone A)
- Promozione:

Secondo posto: 1973-1974 (girone B), 1979-1980 (girone B), 1981-1982 (girone D), 1988-1989 (girone E)
Terzo posto: 1974-1975 (girone C), 1976-1977 (girone B), 1980-1981 (girone D), 2016-2017 (girone F)
- Prima Categoria:

Secondo posto: 2015-2016 (girone M)
- Seconda Categoria:

Terzo posto: 2011-2012 (girone W)
- Coppa Lombardia:

Finalista: 1905
Semifinalista: 1904

### Onorificenze
- Stella d'argento al merito sportivo

1973

## Colori sociali
I colori ufficiali della prima maglia sono il giallo ed il blu. I colori della seconda maglia sono il bianco con rifiniture giallo blu.